# Bostrodes proleuca
Bostrodes proleuca är en fjärilsart som beskrevs av George Francis Hampson 1910. Bostrodes proleuca ingår i släktet Bostrodes och familjen nattflyn. Inga underarter finns listade i Catalogue of Life.